# Mora (cuchillo)

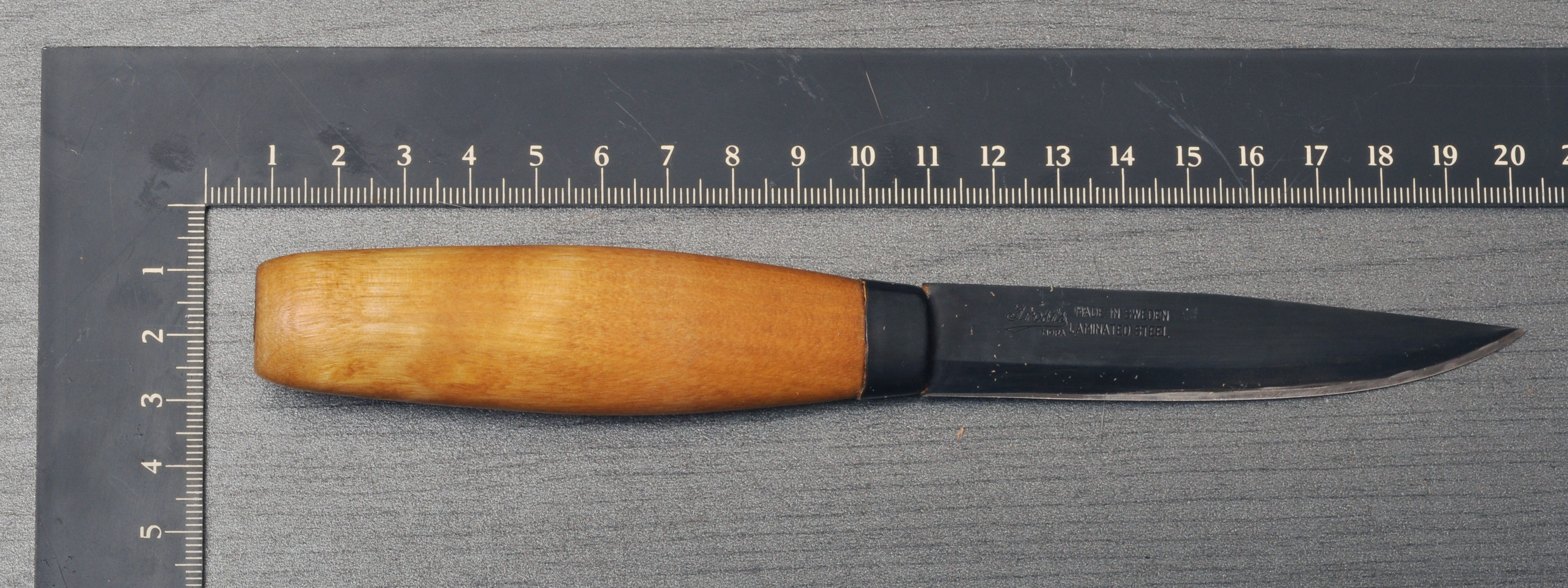
Cuchillo Mora de estilo clásico

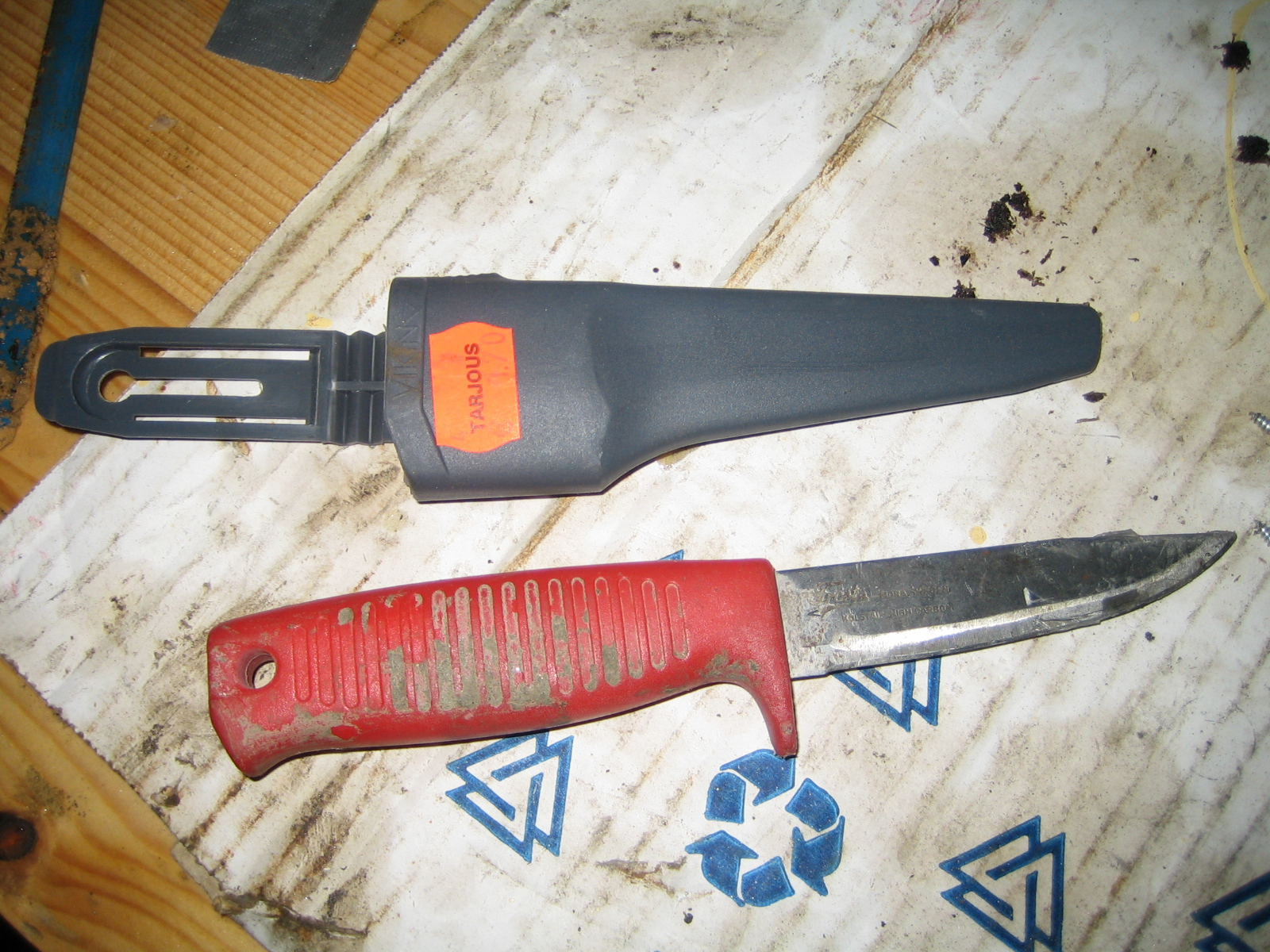
Los cuchillos Mora modernos a menudo se usan en trabajos de construcción.

Un cuchillo Mora (en sueco: Morakniv) es un tipo de cuchillo de funda similar en diseño al cuchillo finlandés puukko. Es un cuchillo de hoja fija, con o sin guarda. El término se origina por los cuchillos fabricados en las cuchillerías de Mora, Dalarna, Suecia, pero más tarde también se refirió a cuchillos de estilo similar de otras marcas. En Suecia y Finlandia, los cuchillos Mora se utilizan ampliamente en la construcción y en la industria como herramientas de uso general. Los cuchillos Mora también son utilizados por todos los ejércitos escandinavos como un cuchillo cotidiano.

## Tipos
Los cuchillos Mora fueron producidos principalmente por las compañías KJ Eriksson y Frosts Knivfabrik (Fábrica de cuchillos Frost); fusionaron sus marcas con Mora de Suecia, más tarde renombrada Morakniv, pero varios otros fabricantes de cuchillos también hacen cuchillos de estilo Mora. La compañía Morakniv utiliza cuchillas de acero inoxidable 12C27, acero al carbono UHB-20C, acero Triflex o acero al carbono muy duro (HRC61) laminado entre acero de aleación más suave.
Otros fabricantes de cuchillos Mora son Cocraft, una marca de la casa de Clas Ohlson, Best Tools y Hultafors.

### Algunos modelos

#### Morakniv
- Mora Companion MG High Carbon (reemplazo del 840 Clipper, ahora descontinuado)[6]
- Mora Companion MG Stainless (reemplazo del 860 Clipper, ahora descontinuado)[6]

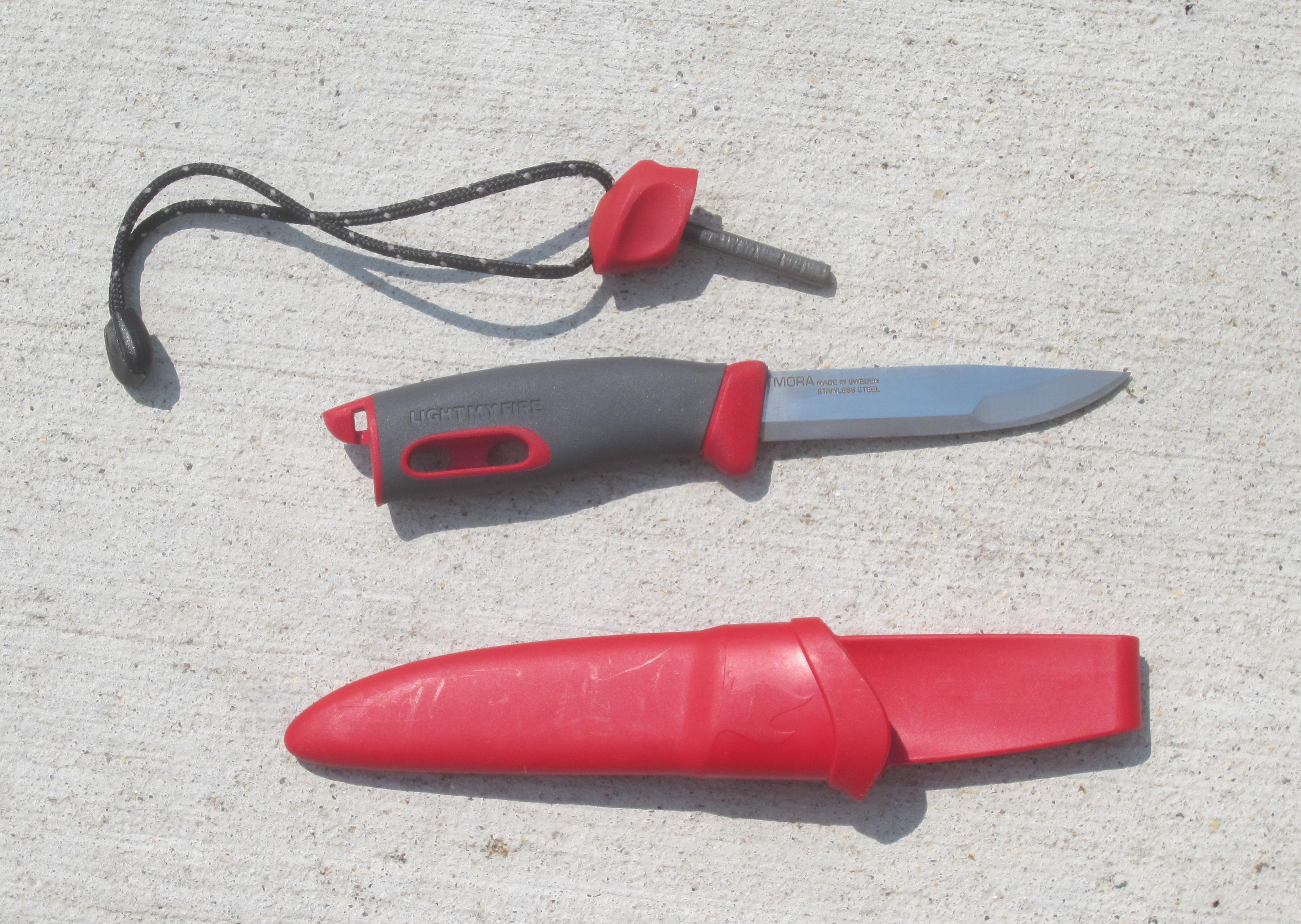
Este cuchillo Mora de campamento tiene una barra de ferrocerio integrada en la empuñadura, que se puede raspar con la parte posterior de la hoja del cuchillo para hacer chispas y encender la yesca. Longitud de la hoja: 92 mm

- Mora Basic 511 carbono[7]
- Mora Basic 546 inoxidable[6]
- Mora Bushcraft Series
- Mora Kansbol
- Mora Garberg
- Mora al aire libre 2000[6]